# Kommunistenverfolgung
Kommunistenverfolgung ist ein Phänomen, welches es seit Aufkommen kommunistischer Ideen gibt. In der ersten Hälfte des 20. Jahrhunderts wurden Kommunisten durch das NS- und andere faschistische Regime und im Zuge der Stalinschen Säuberungen besonders systematisch und brutal verfolgt. Nach dem Zweiten Weltkrieg wurden im Zusammenhang des Kalten Krieges zwischen NATO und Warschauer Pakt Kommunisten verfolgt. In der BRD fand eine Verfolgung durch das KPD-Verbot und Berufsverbote statt.

## Geschichte
Mit dem Aufkommen des Kapitalismus und der lohnarbeitenden Klasse wurden die ersten modernen kommunistischen Denker Ziel von Verfolgung. Im deutschsprachigen Raum fand 1843 ein Kommunistenprozess gegen Wilhelm Weitling statt. Im Zuge der gescheiterten Revolutionen von 1848 wurden viele Demokraten, Sozialisten und Kommunisten verfolgt. Die Sozialistengesetze von 1870 oder die blutige Niederschlagung der Pariser Kommune 1871 und darauffolgende Repressionen stellen Beispiele der Verfolgung dar.

## Nach der Oktoberrevolution
Der Antikommunismus und die daraus erwachsende Verfolgung von tatsächlichen und angeblichen Kommunisten wurde durch den Ersten Weltkrieg und die Novemberrevolution 1917 entscheidend verändert. Der Antikommunismus bekam nun vor allem eine antibolschewistische Ausrichtung. Beispielhaft genannt ist die Rote Angst in den USA, im Zuge dessen die Palmer Raids stattfanden.
Die antimilitaristische und marxistische KPD-Abspaltung von der deutschen Sozialdemokratie und aufständische Arbeitende wurden gegen Ende des Ersten Weltkrieges durch ein Bündnis aus antibolschewistischer Sozialdemokratie und Militär blutig niedergeschlagen, führende Köpfe wie Karl Liebknecht und Rosa Luxemburg ermordet. Es bildete sich ein antibolschewistischer weißer Terror nicht nur in Russland aus. Gleichwohl sich in der Weimarer Republik die KPD zu einer Massenpartei entwickeln konnte, entstand ein weitverbreitetes antibolschewistisches Klima in der Gesellschaft. Im deutschen Faschismus formte sich dann ein antisemitischer Antibolschewismus aus. Hitler rief zu einer „Ausrottung des Marxismus mit Stumpf und Stiel“ auf und als Staatsziel wurde die „Überwindung der kommunistischen Zersetzung Deutschlands“ formuliert. Mit dem Reichstagsbrand, für den die Nationalsozialisten fälschlicherweise die Kommunisten verantwortlich machten, gerieten endgültig auch alle Gruppen unter Beobachtung, die in Verdacht standen, verfolgte Kommunisten womöglich zu unterstützen. Auch im Spanischen Bürgerkrieg und dem Austrofaschismus waren Antibolschewismus und Kommunistenverfolgung zentrale Motive. Der faschistische Antikommunismus gipfelte in dem Antikominternpakt zwischen Deutschland, Japan und Italien.
Japan verfolgte auch in China eine dezidiert antikommunistische Politik. In China selbst brach zudem die chinesische Kuomintang-Führung 1927 die Einheitsfront mit der KPCh und ging zu einer Verfolgung mit terroristischen Mitteln und „Ausrottungsfeldzügen“ über. Die japanischen Besatzer verschärften dieses Vorhaben in darauffolgender Zeit noch.

## Nach dem Zweiten Weltkrieg
Nach dem Zweiten Weltkrieg fand der Kampf gegen den Bolschewismus durch die kapitalistischen Länder vor allem in Form des Kalten Krieges statt. Außenpolitisch ging dies einher mit der internationalen Bekämpfung von (vermeintlich) kommunistischen Tendenzen (Stellvertreterkriege).

### In den USA
Im Inneren fand der Kampf gegen den Kommunismus seinen radikalen Ausdruck im McCarthyismus. Des Kommunismus Verdächtigte in den USA wurden vor ein Komitee für „unamerikanische“ Aktivitäten geladen. Thomas Mann wurde als Verfechter Stalins bezeichnet, auch Bertolt Brecht oder Albert Einstein wurden vorgeladen. Letzterer äußerte, dass es sich hier um eine „Art der Inquisition“ handle, die „den Geist der Verfassung verletzt“, indem sie im Namen der äußeren Gefahr „alle geistigen Anstrengungen in der Öffentlichkeit […] unter Verdacht“ stellt und „all diejenigen, die sich nicht zu unterwerfen bereit sind, von ihren Positionen zu entfernen, das heißt: sie auszuhungern“. Ethel und Julius Rosenberg wurden schließlich sogar wegen Spionage hingerichtet.

### In der Bundesrepublik
Kommunisten, die zwischen 1933 und 1945 der NS-Justiz zum Opfer gefallen waren, wurde in der BRD mit Bundesentschädigungsgesetz von 1956 (bzw. 1953) nachträglich der NS-Opferstatus und die damit verbundenen Entschädigungen aberkannt. Konrad Adenauer formulierte 1954, würde Deutschland nicht jedem kommunistischen Druck widerstehen, sei „kein Halten mehr: dann überschwemmt die kommunistische Flut ganz Europa“.
Im politischen Kampf gegen den Kommunismus stützte sich die Bundesrepublik auch auf strafrechtliche Methoden: Sie führte alte Straftatbestände aus der Zeit der Weimarer Republik und sogar des Nationalsozialismus wieder ein, die von den  Besatzungsmächten nach dem Zweiten Weltkrieg außer Kraft gesetzt worden waren. Insbesondere das 1. Strafrechtsänderungsgesetz (1. StÄG) vom 30. August 1951 fixierte die Strafvorschriften des Zweiten Teils des Strafgesetzbuches (StGB) zu Hochverrat, Staatsgefährdung und Landesverrat. Danach waren die Verurteilten hohen Haftstrafen ausgesetzt. Politisch richtete sich das neugeschaffene Gesetz ausschließlich gegen Kommunisten sowie deren Unterstützer, Sympathisanten und Kontaktpersonen. Ziel war es, möglichst lückenlos den gewaltlosen Widerstand zu erfassen, der die Politik der Bundesregierung und die Etablierung präventiver Maßnahmen zum Schutz des Staats und seiner freiheitlich demokratische Grundordnung (FDGO) vor kommunistischen Tätigkeiten hätte bedrohen können. Als Neuerung führte das 1. StÄG den Tatbestand der Staatsgefährdung ein, womit eine Form von gewaltloser politischer Betätigung definiert wurde, ohne dass eine faktische Gefährdung des Staates objektiv festgestellt werden musste.
Die Handlung eines Täters wurde zur Staatsgefährdung, sobald eine als verfassungsfeindlich eingestufte Organisation sie beeinflusste. Dies führte dazu, dass auch an sich straffreie Aktionen, wie das Verteilen von Flugblättern gegen die Remilitarisierung der Bundesrepublik, bestraft werden konnten. Die Verfasser des 1. StÄG von 1951 hatten ein Gesinnungsstrafrecht geschaffen, worin die objektive Ermittlung von strafbaren Tatbeständen zunehmend in den Hintergrund rückte. Dagegen spielte die subjektive Einschätzung der individuellen Fälle durch die beteiligten Staatsanwälte und Richter bei der Rechtsprechung gegen Kommunisten eine immer wichtigere Rolle.
Der deutsche Antikommunismus erreichte seinen Höhepunkt mit dem Verbot der KPD als verfassungsfeindliche Organisation durch das Bundesverfassungsgericht am 17. August 1956. Dieses Verbot ist bisher das einzige einer Kommunistischen Partei innerhalb einer westeuropäischen Demokratie nach dem Zweiten Weltkrieg. Nach Ansicht des Historikers Josef Foschepoth, der Mitte 2016 freigegebene Akten zum KPD-Verbot einsehen konnte, war das Bundesverfassungsgericht in den Anfangsjahren keineswegs die unabhängige Instanz, als die es heute wahrgenommen wird. Es habe damals gerade in der Frage des KPD-Verbots einen sehr viel stärkeren Druck auf die Richter gegeben, als das bislang bekannt gewesen sei.
Zwischen 1954 und 1962 waren mindestens 85 Personen (im Strafgefängnis Wolfenbüttel) aus politischen Gründen inhaftiert; zwischen April und Mai 1961 sind im Schnitt drei bis vier politische Insassen für Wolfenbüttel feststellbar. Im Dezember 1962 wurde der letzte politische Gefangene entlassen.
1972 wurde der Radikalenerlass eingeführt und angewandt.

### In Indonesien
Mitte der 1960er Jahre wurden in Indonesien je nach Schätzung zwischen 500.000 und 3 Millionen vermeintliche Kommunisten umgebracht. Die Täter werden noch heute offiziell als Volkshelden verehrt.
Anlass war ein Putschversuch einer bis dahin unbekannten „Bewegung 30. September“ innerhalb der indonesischen Armee, bei dem sechs führende Generäle ermordet wurden. Dieser Putschversuch wurde der PKI angelastet, der damals mit 3,5 Millionen Mitgliedern drittstärksten kommunistischen Partei der Welt. Kurz darauf begannen Armee und paramilitärische Einheiten das Pogrom, das sie selbst „Musim Parang“ (Saison der Hackmesser) nannten. Das Militär wandte sich nach Aktionen in Jakarta zunächst nach Zentral-Java (von wo Teile der Putschisten stammten), wo zur Unterstützung lokal als antikommunistisch eingestufte Zivilisten, teilweise aus islamischen Organisationen, vom Militär eingespannt wurden. Dabei wurden auch persönliche Fehden beglichen und lokale Spannungen zwischen Bevölkerungsgruppen entluden sich. Die größte Gewaltwelle klang Ende 1965 aus, in weiter entfernt liegenden Regionen setzte sie sich aber fort, zum Beispiel auf Lombok Anfang 1966 und in West-Kalimantan im Oktober/November 1967 und zum Beispiel im Osten Javas bis 1968.
Es gab keinen nennenswerten Widerstand der Opfer oder der Kommunistischen Partei.
Die überlebenden Mitglieder der Partei und deren Sympathisanten kamen in Gefängnisse oder Konzentrationslager und mussten Zwangsarbeit leisten. Nach ihrer Entlassung wurden sie mit den Buchstaben „ET“ (Ex-Tapol, Ex-politischer Gefangener) im Pass stigmatisiert und mit Verweigerung von Bürgerrechten und Berufsverboten diskriminiert.